# Дремиль-Лафаж
Дреми́ль-Лафа́ж (фр. Drémil-Lafage, окс. Dremil e La Faja) — коммуна во Франции, находится в регионе Юг — Пиренеи. Департамент — Верхняя Гаронна. Входит в состав кантона Тулуза-8. Округ коммуны — Тулуза.
Код INSEE коммуны — 31163.

## География

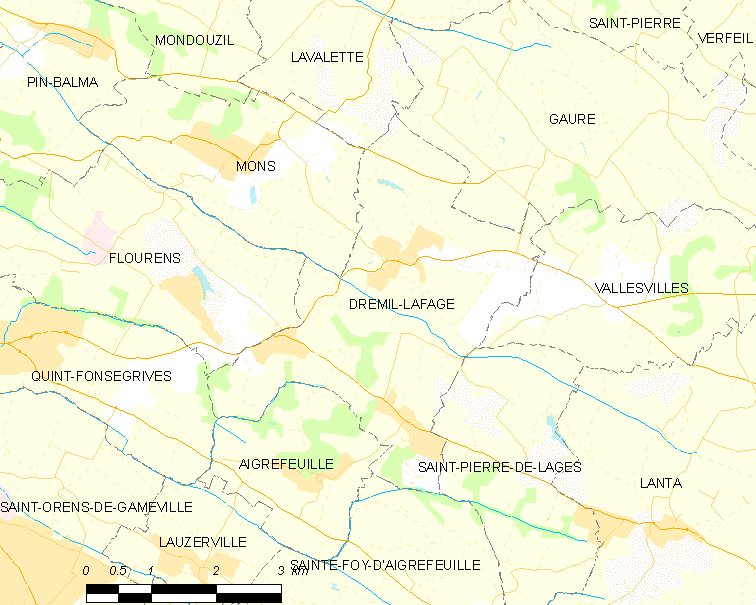
Карта коммуны

Коммуна расположена приблизительно в 590 км к югу от Парижа, в 13 км к востоку от Тулузы.
По территории коммуны протекает река Сейон.

## Климат
Климат умеренно-океанический. Зима мягкая и снежная, весна характеризуется сильными дождями и грозами, лето сухое и жаркое, осень солнечная. Преобладают сильные юго-восточные и северо-западные ветры.

## Население
Население коммуны на 2010 год составляло 2473 человека.
| 1962 | 1968 | 1975 | 1982 | 1990 | 1999 | 2010 |
| ---- | ---- | ---- | ---- | ---- | ---- | ---- |
| 338  | 409  | 516  | 925  | 2007 | 2578 | 2473 |

## Администрация
| Период | Период | Фамилия          | Партия                  | Примечания |
| ------ | ------ | ---------------- | ----------------------- | ---------- |
| ?      | 1989   | Морис Пети-Колен |                         |            |
| 1989   | 2001   | Роже Данжан      | Разные правые           |            |
| 2001   | 2008   | Дидье Дельрьё    | Социалистическая партия |            |
| 2008   | 2020   | Ида Рюссо        | Разные правые           |            |

## Экономика
В 2010 году среди 1782 человек трудоспособного возраста (15—64 лет) 1291 были экономически активными, 491 — неактивными (показатель активности — 72,4 %, в 1999 году было 76,1 %). Из 1291 активных жителей работали 1226 человек (646 мужчин и 580 женщин), безработных было 65 (23 мужчины и 42 женщины). Среди 491 неактивных 242 человека были учениками или студентами, 168 — пенсионерами, 81 были неактивными по другим причинам.

## Достопримечательности
- Церковь Св. Петра (XII век)